# Districtul Waeng Noi
Waeng Noi (în thailandeză แวงน้อย) este un district (Amphoe) din provincia Khon Kaen, Thailanda, cu o populație de 42.408 locuitori și o suprafață de 283,6 km².

## Componență
Districtul este subdivizat în 6 subdistricte (tambon), care sunt subdivizate în 73 de sate (muban).
| Nr. | Nume          | În thailandeză | Sate | Locuitori |  |
| --- | ------------- | -------------- | ---- | --------- |  |
| 1.  | Waeng Noi     | แวงน้อย         | 13   | 9,826     |  |
| 2.  | Kan Lueang    | ก้านเหลือง       | 14   | 9,343     |  |
| 3.  | Tha Nang Naeo | ท่านางแนว       | 10   | 4,884     |  |
| 4.  | Lahan Na      | ละหานนา        | 15   | 7,589     |  |
| 5.  | Tha Wat       | ท่าวัด           | 10   | 5,712     |  |
| 6.  | Thang Khwang  | ทางขวาง        | 11   | 5,054     |  |